# Lycopus laurentianus
Lycopus laurentianus là một loài thực vật có hoa trong họ Hoa môi. Loài này được Roll.-Germ. mô tả khoa học đầu tiên năm 1945.